# Fritz Donner (NS-Funktionär)
Fritz Donner (geb. 21. Dezember 1884 in Berlin; gest. ?) war ein deutscher Landwirt, Oberkriegsverwaltungsrat (OKVR) im Reichsministerium für die besetzten Ostgebiete (RMfdbO) und Gruppenleiter in der Chefgruppe Landwirtschaft des Wirtschaftsstabes Ost.

## Lebensweg
Von 1891 bis 1901 besuchte Donner das königliche Luisen-Gymnasium in Berlin, das er mit der Primareife (etwa: Fachhochschulreife) verließ. In den Jahren 1902 und 1903 absolvierte Donner eine landwirtschaftliche Lehre auf dem Rittergut Mahitzschen, Kreis Torgau, in Sachsen. Anschließend studierte Donner in den Jahren von 1903 bis 1905 Landwirtschaft an der Landwirtschaftlichen Hochschule Berlin und schloss sein Studium als Diplom-Landwirt ab. 1906/07 leistete er seinen Militärdienst als Einjährig-Freiwilliger beim Holsteinischen Feld-Artillerie-Regiment 24 in Neustrelitz ab. Anschließend, von 1907 bis 1910, arbeitete Donner als landwirtschaftlicher Beamter auf verschiedenen Gütern in Brandenburg und Schlesien. 1910 oder 1911 ging Donner nach Kanada, wo er von 1911 bis 1914 Besitzer der Grasswold Farm und Direktor der German Canadian Farming Co. in Alberta war, die von ehemaligen deutschen Kavallerie-Soldaten (Husaren) gegründet wurde. Nach diesen benannte die Eisenbahngesellschaft Canadian Pacific Railway (CPR) ihre nahegelegene Bahnstation mit „Hussar“. Das Dorf Hussar, Alberta, wurde erst im April 1928 offiziell inkorporiert. Nach Ausbruch des Ersten Weltkriegs im August 1914 kehrten viele der ehemaligen deutschen Soldaten aus dem kanadischen Hussar nach Deutschland zurück; die übrigen wurden als feindliche Ausländer in Kanada interniert. Fritz Donners Versuch, ins Deutsche Reich zurückzukehren, scheiterte in der britischen Exklave Gibraltar, wo Donner festgenommen wurde und in britische Kriegsgefangenschaft kam. Nachdem er im März 1919 wieder freigekommen war, arbeitete er bis 1921 als Außenbeamter der Reichsgetreidestelle im östlichen Kontroll- und Grenzdienst. Von 1921 bis 1924 war Donner Direktor der Hansa Speicher GmbH, Berlin. Von 1925 bis 1932 arbeitete Donner als selbstständiger Kaufmann und Güterberater im Landhandel.
Donner trat zum 1. September 1930 in die NSDAP ein (Mitgliedsnummer 312.958). Im selben Jahr wurde er auch Mitglied der SA. Im NSDAP-Gau Brandenburg war Donner in der agrarpolitischen und der Propaganda-Abteilung und bei der Vorbereitung des Arbeitsdienstes tätig. Im Juni 1932 trat Donner in die SS ein. Dort wurde er am 20. April 1934 zum SS-Scharführer und am 10. September 1935 zum SS-Oberscharführer befördert.
Von 1932 bis mindestens 1938 war Donner Geschäftsführer der Deutschen Gesellschaft für innere Kolonisation mbH, Berlin-Dahlem, Drosselweg 1–3.
Im Oktober 1938 gehörte Donner offenbar zum Wachkommando des Konzentrationslagers Sachsenhausen in Oranienburg, nördlich von Berlin. Im März 1939 wurde Donner zum Rasse- und Siedlungshauptamt der SS (RuSHA) versetzt.
Ab etwa 1941 war Donner Oberkriegsverwaltungsrat (OKVR) und Referent „Agrarordnung und Bodenpolitik“ in Abteilung III E-2 „Erzeugung“ des Wirtschaftsstabs Ost bzw. im Reichsministerium für die besetzten Ostgebiete.
Am 1. November 1941 nahm die deutsche Wehrmacht die ukrainische Stadt Simferopol auf der Krim (Taurien) ein. Kurz darauf, im Dezember 1941, töteten SS-Leute und Feldgendarmen im Simferopol-Massaker innerhalb weniger Tage annähernd 14.000 Juden. Hitler plante, Simferopol in „Gotenburg“ umzubenennen und es zur Hauptstadt einer als „Gotengau“ annektierten Krim zu machen. Vom 3. bis zum 10. Dezember 1941 erkundete Fritz Donner zusammen mit einem Major Ernst Seifert die Möglichkeiten, auf der Krim eine deutsche bzw. „germanische“ Kolonie zu errichten. Donner verfasste darüber einen „Bericht über die Erkundung der Siedlungsmöglichkeiten in der Nogaischen Steppe (Taurien) und der Halbinsel Krim“ vom 10. März 1942 (Bundesarchiv MFB 4/44423). Die Krim ist stellenweise von Jamboyluk besiedelt, einer Untergruppe der Nogaier, einer turksprachigen Ethnie aus dem Kaukasusgebiet. Donner und Seifert stießen auf der Krim auf Angehörige der jüdischen, turksprachigen Karäer und Krimtschaken, die sie zunächst nicht in ihr „rassenkundliches“ Weltbild einzuordnen wussten. Letztlich wurden die Karäer dann ethnisch als Turkvolk eingestuft und dem Leiter des NSDAP-Rassenamtes, Walter Groß, zufolge aufgrund ihrer engen Beziehungen zu den mit dem Deutschen Reich verbündeten muslimischen Tataren von der rassischen Verfolgung ausgenommen, wohingegen die Krimtschaken ethnisch als Juden galten und getötet wurden.
Im Jahr 1942 war Fritz Donner an der Zwangsumsiedlung von Ukrainern und „Volksdeutschen“ (Deutschstämmigen) im Raum Schytomyr beteiligt („Umvolkung“ im Rahmen des Generalplans Ost).
Im Jahr 1950, im Alter von 66 Jahren, durchlief Fritz Donner sein Entnazifizierungsverfahren und seine Rehabilitierung in Berlin.
Sein weiterer Lebensweg ist nicht bekannt.